# Villa Toccata
La villa Toccata est une voie du 19e arrondissement de Paris, en France.

## Situation et accès
La villa Toccata est une voie privée située dans le 19e arrondissement de Paris. Elle débute  rue Joseph-Kosma et se termine en impasse.

## Origine du nom

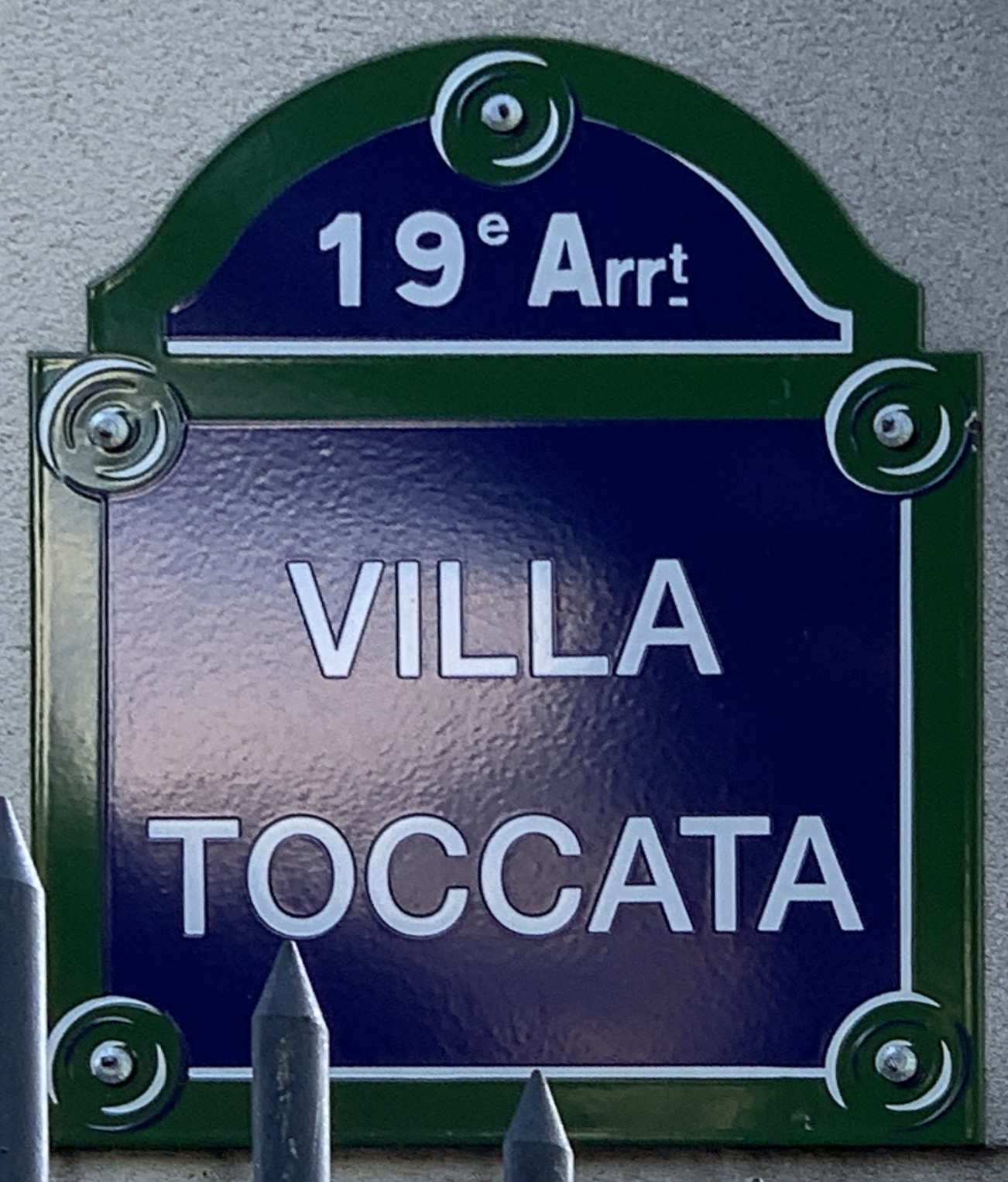
Plaque de la voie.

La toccata est une forme de musique instrumentale, généralement pour clavecin ou piano.

## Historique
La voie est créée dans le cadre du lotissement du Parc des Musiciens, situé sur l'ancien terrain de l'Office Central Pharmaceutique, sous le nom provisoire de « voie DV/19 » et prend sa dénomination actuelle par un arrêté municipal du 27 mai 1997. 